# Оборонна операція в Північній Буковині та Бессарабії
Оборонна операція в Північній Буковині та Бессарабії 1941 — операція військ Південного фронту під час Німецько-радянської війни 1941–45, проведена у взаємодії з Чорноморським флотом 2–21 липня 1941 з метою відбити вторгнення німецько-румунських військ.
Для наступу на південному крилі німецько-радянського фронту командування противника задіяло частину сил групи армій «Південь» (генерал-фельдмаршал К.Рундштедт) у складі німецької 11-ї армії, румунських 4-ї і 3-ї армій (7 німецьких, 13 румунських дивізій, 9 румунських бригад, у тому числі 1 танкова, — усього 500 тис. солдатів і офіцерів, 6 тис. гармат і мінометів, 60 танків і 600 бойових літаків). Це угруповання повинно було форсувати р. Прут і просуватися в напрямі Вінниці для з'єднання з німецькими 17-ю армією і 1-ю танк. групою, щоб оточити й знищити осн. сили рад. військ у Правобережній Україні. Наступ планувалося почати в разі сприятливого розвитку подій на ін. напрямках. Створений 25 червня 1941 на базі військ Одеського військового округу й частини сил Київського особливого військового округу Південний фронт (генерал армії І. Тюленєв) налічував 27 дивізій (у тому числі 6 танкових і 3 механізовані), 4 укріплені райони, 5 авіаційних дивізій та мав завдання силами Дев'ятої армії (генерал-полковник Я. Черевиченко) і Вісімнадцятої армії (генерал-лейтенант А. Смирнов) обороняти 700-кілометрову ділянку державного кордону з Румунією від Ліпкан до гирла Дунаю. Йому підпорядковувалася Дунайська військова флотилія (контр-адмірал М. Абрамов). Кордон охороняли 6 прикордонних загонів Українського (генерал-майор В. Хоменко) і Молдавського (генерал-майор М. Нікольський) прикордонних округів. Співвідношення сил сторін у людях, артилерії й мінометах було приблизно рівним. У танках (743 одиниці) Південний фронт мав абсолютну перевагу, а в літаках — більш як у 2 рази.

## Початок війни
З початком війни румунські війська вели розвідку й намагалися обмеженими силами захопити плацдарми на лівому березі р. Прут, у смузі радянської 9-ї армії. Невеликий плацдарм їм удалося захопити в районі Скулян. З ранку 2 липня противник перейшов у наступ головними силами, прорвав оборону радянських військ на бєльцькому і кам'янець-подільському напрямках і до кінця дня просунувся на 8–10 км. У зв'язку з відходом військ Південно-Західного фронту на рубіж укріплених районів старого державного кордону й загрозою, що створилася, Південному фронтові Ставка Головного Командування дозволила відвести 18-ту армію на рубіж річок Збруч і Дністер на одну лінію з Дванадцятою армією Південно-Західного фронту. Праве крило фронту було посилене 18-м механізованим корпусом 9-ї армії. Командувач 9-ї армії вирішив ліквідувати прорив противника на бєльцькому напрямку ударом 2-го механізованого корпусу і 74-ї стрілецької дивізії. Зосередження з'єднань у вихідних районах затяглося, у результаті противник просунувся 3 липня ще на 30 км. Контрудар, що почався 4 липня, не досяг поставленої мети. Наступного дня командування Південного фронту, переоцінивши сили противника, вирішило відвести 18-ту армію і 9-ту армію за Дністер на позиції укріплених районів. 6 липня війська почали відхід, однак Ставка Головного Командування не затвердила це рішення. 7 липня вона наказала відкинути противника за Прут і втримувати Бессарабію, щоб використати її територію як плацдарм для наступу в Румунію. Було наказано передати Південно-Західного фронту 1 стрілецький і 2 механізованих корпуси, а також 2 стрілецьких дивізії й 1 протитанкову бригаду, що послабило можливості Південному фронту у виконанні поставленого завдання.

## Оборона Кишинева
Скориставшись відходом військ радянської 9-ї армії, німецько-румунські війська прорвалися в смузі радянського 48-го стрілецького корпусу і до кінця 6 липня захопили Бєльці, а наступного дня в стику між радянськими 9-ю та 18-ю арміями противник вийшов до Могилева-Подільського. Побоюючись його наступу уздовж Дністра в тил радянських військ, командувач 9-ї армії розгорнув механізований корпус для оборони фронтом на пн. сх., а для ліквідації вклинення противника в районі Бєльць вирішив залучити 2-й кавалерійський корпус. Наступ 2-го кавалерійського корпусу почався 8 липня за підтримки 48-го і 35-го стрілецьких корпусів. Контрудар військ 9-ї армії тривав до 10 липня. У результаті цього наступ нім. 11-ї армії і румун. 4-ї армії було зупинено. Командуючий групою армій «Південь» наказав направити нім. 54-й армійський корпус на допомогу румунській 4-й армії, яка не могла захопити Кишинів. Німецька 11-та армія мала відновити наступ не раніше 16 липня. Становище на Південному фронті тимчасово стабілізувалося. 18-та армія відійшла на рубіж Ямпільського укріпленого району. 9-та армія закріпилася в 40–50 км західніше Дністра, з'єднання її 2-го ешелону зайняли оборону в Рибницькому укріпленому районі на сх. березі Дністра. Приморська група військ, створена 6 липня, утримувала позиції вздовж кордону по Пруту й Дунаю. Разом з Дунайською військ. флотилією вона висадила десанти на румун. п-ів Сатул-Ноу й західний берег Дунаю від Ізмаїла до Чорного моря, локалізувавши дії румунського флоту на Дунаї. Скориставшись паузою, командувач радянської 9-ї армії переправив 2-й механізований корпус на східний берег Дністра, давши йому можливість поповнити запаси пального й боєприпасів. Це також створювало сприятливі умови для відбиття спроб противника вийти в тил армії з району Могилева-Подільського вздовж сх. берега річки. Головні сили армії перегруповувалися, вели бої місцевого значення для поліпшення становища й закріплювалися на рубежі в 40–50 км від Дністра (48-й стрілецький і 2-й кавалерійський корпуси).
16 липня противник відновив наступ і до кінця дня опанував Кишиневом, але подальше його просування було зупинене 35-м стрілецьким корпусом. На бєльцькому напрямку 17 липня війська 9-ї армії завдали контрудару і протягом дня потіснили противника в смугах 48-го стрілец. і 2-го кавалерійс. корпусів. Готувався до переходу в наступ з ранку 18 липня й 35-й стрілец. корпус на кишинівському напрямку. Однак подальший відхід військ Південно-Західного фронту змусив Ставку Верховного Головнокомандування ухвалити рішення про залишення Бессарабії. Ранком 18 липня 9-та армія і Примор. група військ одержали наказ відійти до 21 липня на сх. берег Дністра. Відхід і переправа через Дністер пройшли організовано. Війська Південного фронту відійшли на 100—200 км, за територію Пн. Буковини й Бессарабії. У складі фронту, який діяв у смузі бл. 500 км, залишилося всього 16 д-зій. Його ослаблення стало наслідком не стільки бойових втрат, скільки передачі значної частини військ до складу Південно-Західного фронту. Втрати радянської сторони в операції: безповоротні — 8519 осіб, санітарні — 9374 особи, середньодобові — 688 осіб.

## Оцінка оборонних дій
Хід оборонних дій на Південному фронті багато в чому визначався розвитком подій на Пд.-Зх. фронті, у смузі якого наступали гол. сили нім. групи армій «Південь». Бойові дії Південного фронту підтвердили, що його створення було необхідністю, але проведене із запізненням. Лише пасивні дії противника на радянсько-румун. кордоні дали можливість вирішити це завдання в цілому успішно. Не зовсім вдалим стало утворення нового фронтового управління на базі Моск. військ. округу, командування і штаб якого із прибуттям у район оперативного призначення не володіли обстановкою, що, у цілому, негативно позначилося на діях фронту в перші дні війни. Невисока ефективність дій військ Південного фронту значною мірою була викликана недостовірними даними розвідки щодо визначення складу, чисельності, угруповання військ противника та планів їх дій. Неправильна оцінка його сил не дала змоги ухвалювати адекватні рішення на створення стійкої оборони й розгром угруповання агресора в ході ведення оборонної операції. Разом з тим прагнення командувача військ Південного фронту відвести війська із Пруту на рубіж укріплених районів по Дністру значно підсилювало оборонні можливості рад. військ. Кожне вклинення противника командувачі (командири) намагалися ліквідувати шляхом проведення контрударів і контратак, маневруючи силами й засобами як уздовж фронту, так і з глибини. Усе це дало можливість військам Південного фронту уникнути охоплення й оточення, що планувалося противником. Командувачам і їхнім штабам удалося зберегти надійне управління підлеглими військами як при створенні контрударних угруповань, так і при відході та зайнятті нових рубежів.